# Buffalo Bulls

Buffalo Bulls Logo

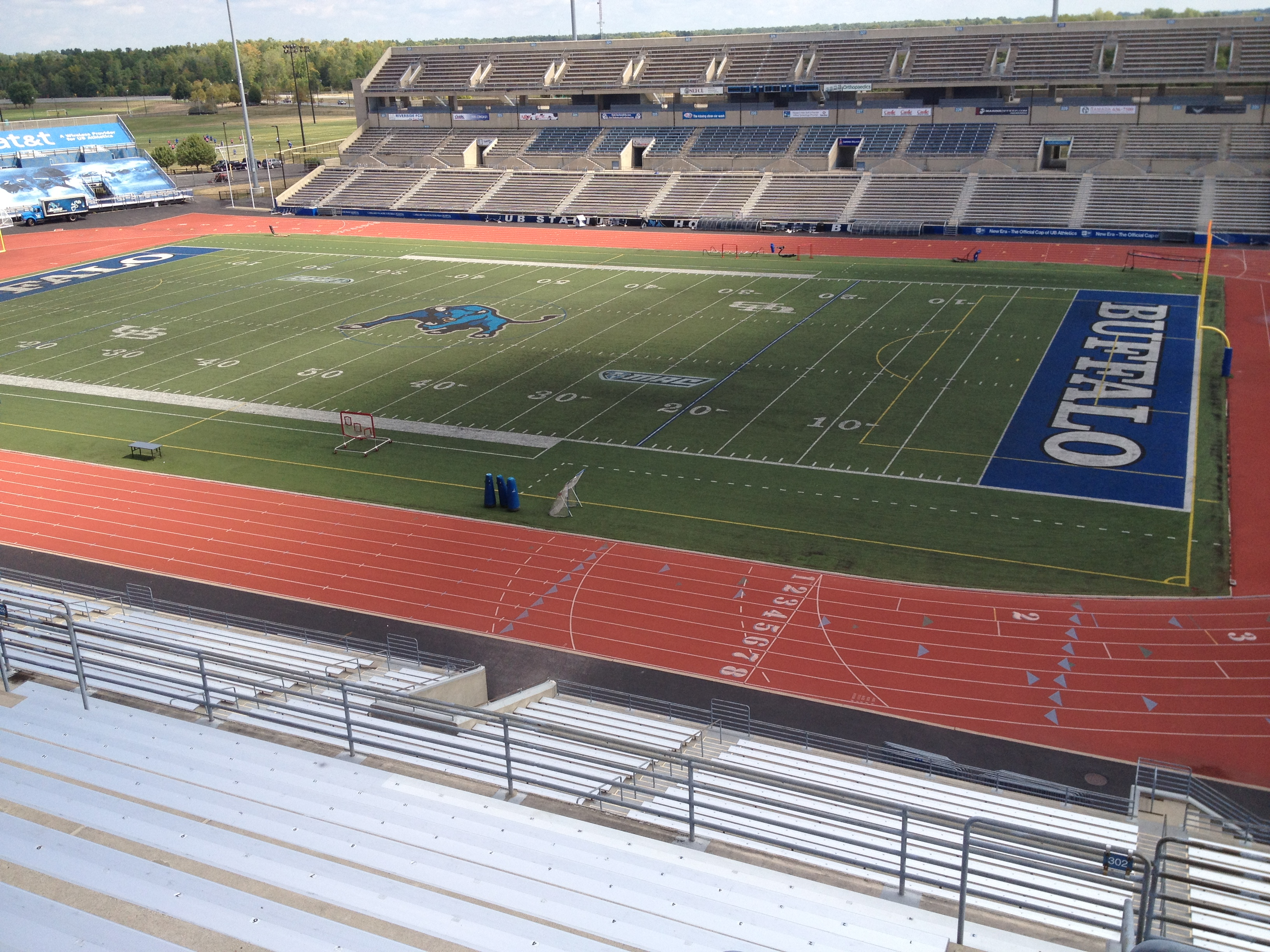
Buffalo American-Football-Stadion

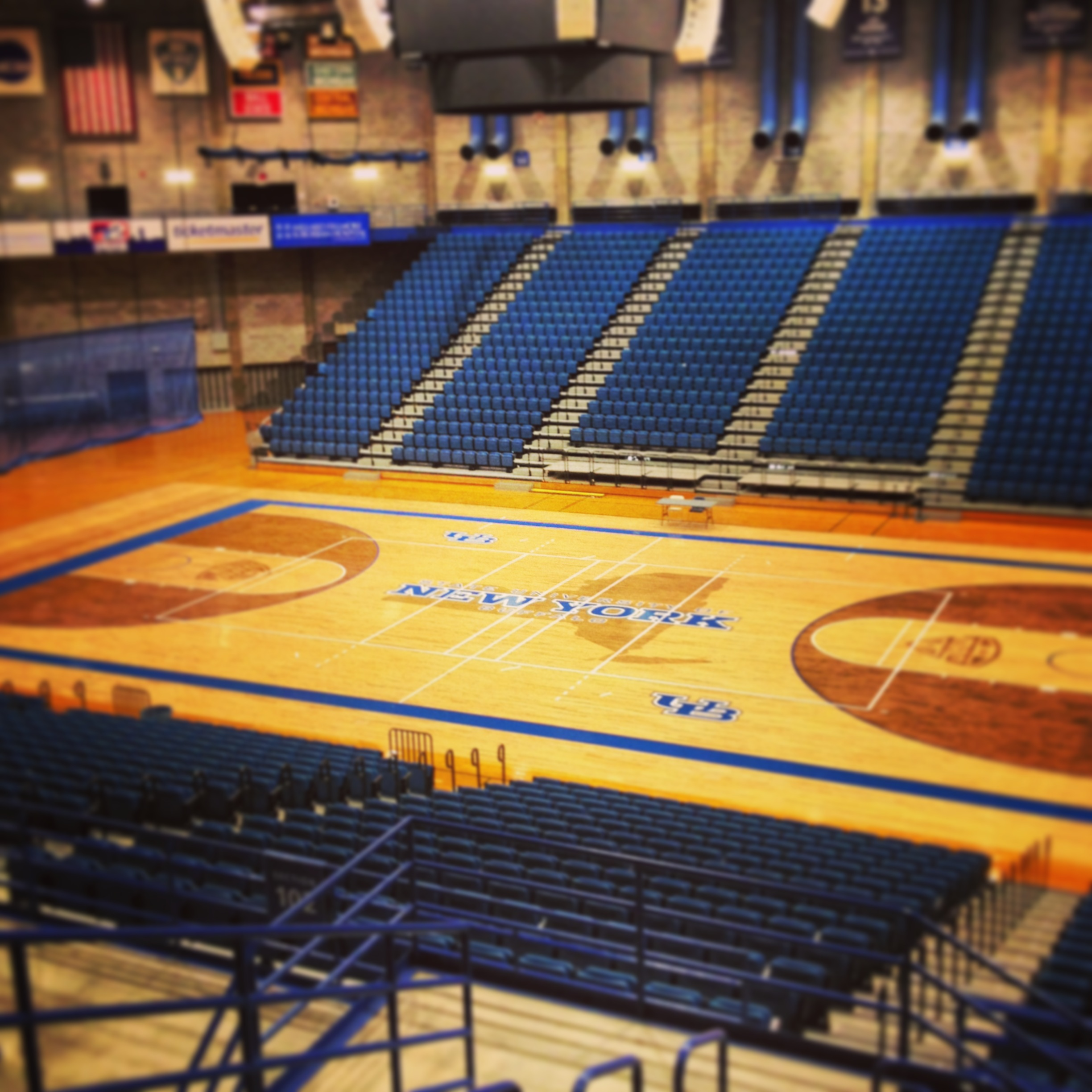
Buffalo Basketball-Arena

Die  Buffalo Bulls sind die Sportteams der University at Buffalo. Die 18 verschiedenen Sportteams nehmen an der NCAA Division I als ein Mitglied der Mid-American Conference in der East Division teil.

## Sportarten
Die Bulls bieten folgende Sportarten an:
Herren Teams
- Basketball
- Crosslauf
- American Football
- Tennis
- Leichtathletik
- Freistilringen

Frauen Teams
- Basketball
- Crosslauf
- Fußball
- Softball
- Schwimmsport & Wasserspringen
- Tennis
- Leichtathletik
- Volleyball

## Bekannte ehemalige Spieler

### Basketball
- Yassin Idbihi, SOBA Dragons Rhöndorf (2001–2003), Köln 99ers (2007–2008), Limoges CSP (2008–2009), NY'er Phantoms Braunschweig (2009–2010), ALBA Berlin (2010–2013), Bayern München (2013–2015), Brose Baskets (2015– )

### American Football
- Khalil Mack, Oakland Raiders (2014–2017), Chicago Bears (2018–2021), Los Angeles Chargers (2022– )
- Branden Oliver, San Diego Chargers (2014–2017)
- Gerry Philbin, New York Jets (1964–1972), Philadelphia Eagles (1973)
- Kristjan Sokoli, Seattle Seahawks (2015– )